# گانپو
گانپو
شهر گانپو (به کره‌ای: 군포) (به انگلیسی: Gunpo) با جمعیت  ۲۷۰٫۰۴۲  نفر در ایالت  گیونگی-دو در کشور کره‌جنوبی واقع شده‌است.